# André Bouys
André Bouys, a volte trascritto Bouis o Boys, (Hyères, 1656 – Parigi, 18 maggio 1740) è stato un pittore e incisore francese.

## Biografia
Studiò da François de Troy, e acquisì sufficiente reputazione per entrare all'Accademia reale nel 1688. Lì presentò un ritratto del pittore Charles de La Fosse realizzato nel 1686, ora nella Reggia di Versailles, dove ci sono anche due ritratti di se stesso, uno dei quali rappresenta anche la sua prima moglie.
La sua principale occupazione era quella di ritrattista e tra i suoi modelli vi erano diversi musicisti. Verso la fine della sua carriera, tuttavia, si aprì alla rappresentazione di nature morte e di scene di genere. Al Salon del 1737, oltre ad un ritratto, espose anche cinque scene di genere che illustravano momenti di vita popolare, in particolare la Serva che lucida un piatto (La recureuse), conservato al Museo d'Arti decorative di Parigi.

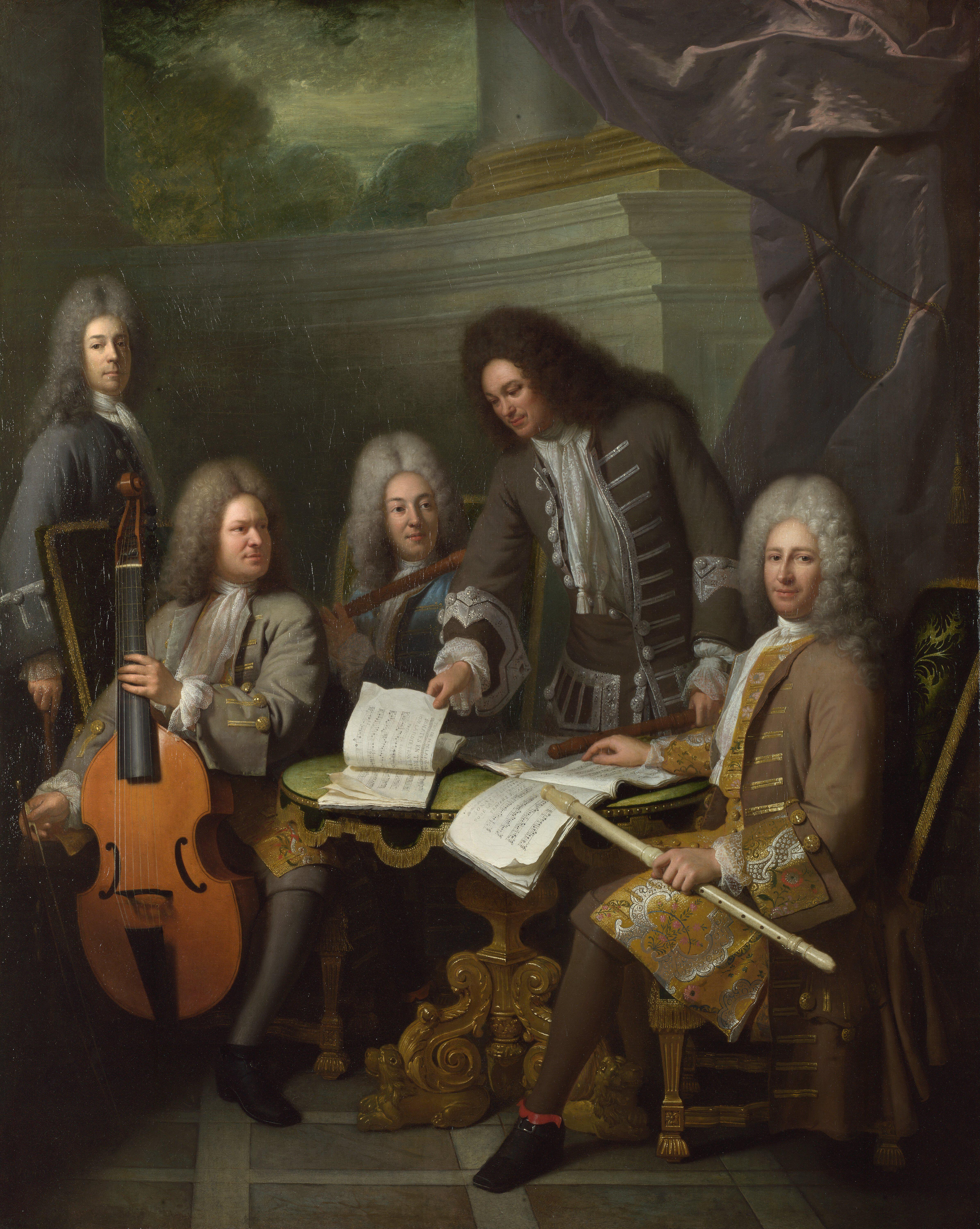
Ritratto del compositore Michel de La Barre, intento a sfogliare un quaderno di musica, con una violista e due flautisti, 1710-1715 circa, attribuito ad André Bouys.

## Lista parziale delle incisioni
- André Bouys e sua moglie Marianne Rousseau (1713)[7]
- Catherine de Loison, vedova di Messer Pierre Le Cornu, cavaliere signore della Boissière (1704)
- Cécile de Lisorez (1704)
- Charles Herault, pittore, consigliere dell'Accademia (1704)
- Étienne Catillon Montauron, gioielliere ordinario di Monsieur
- Joseph Bernard (1702)
- Lorenzo Fieschi, arcivescovo d'Avignone (1704)
- François de Troy (1704)
- Claude Gros de Boze (1708)[8]
- François René, marchese di Bellay
- Il predicatore Massillon (1704), Jean-Baptiste Massillon, vescovo di Clermont-Ferrand
- Marin Marais ordinario della musica da camera del re (1704)[9]

## Galleria d'immagini

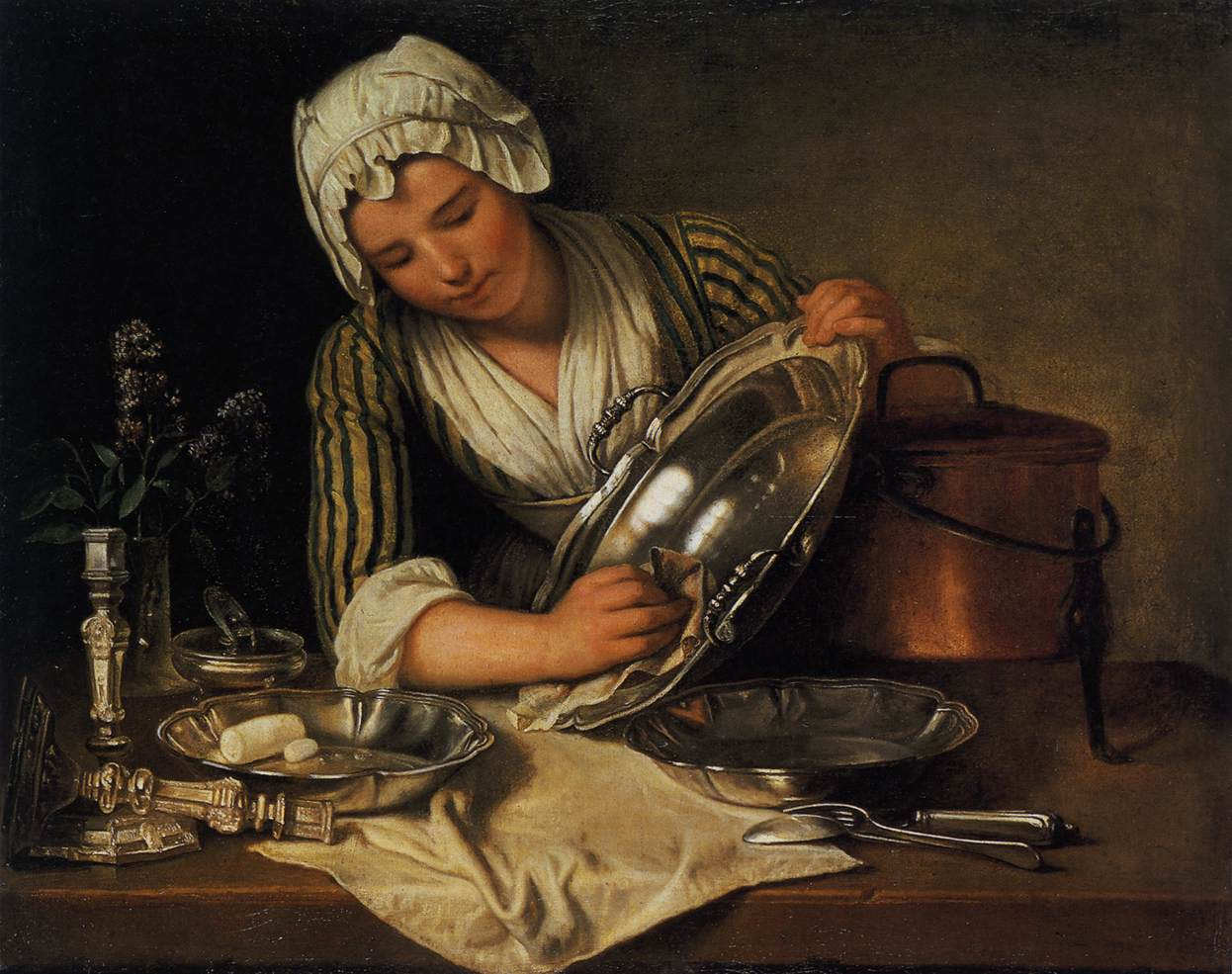
Serva che lucida un piatto
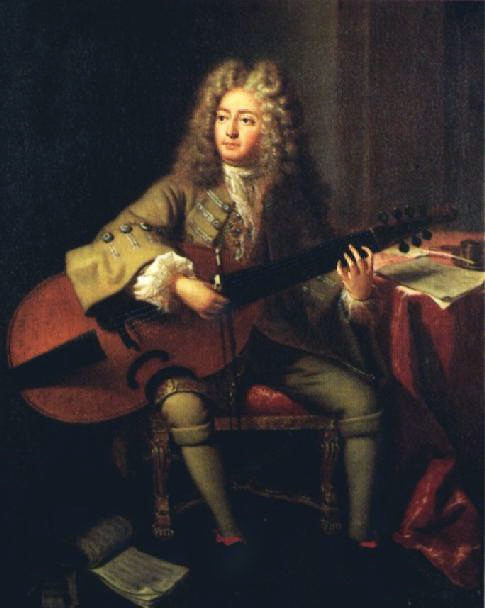
Marin Marais, musicista
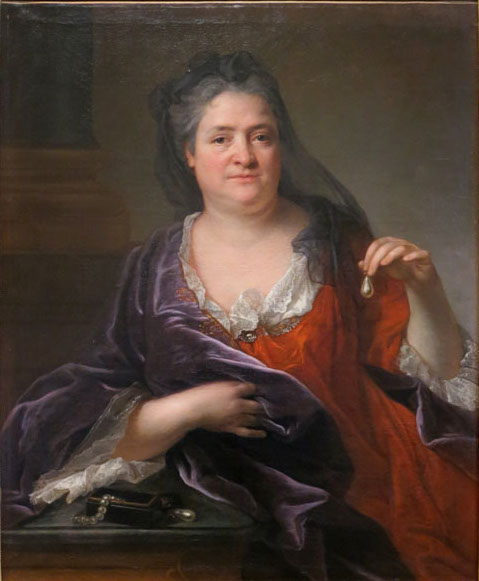
La Principessa Palatina Elisabetta Carlotta, Duchessa d'Orléans, 1700
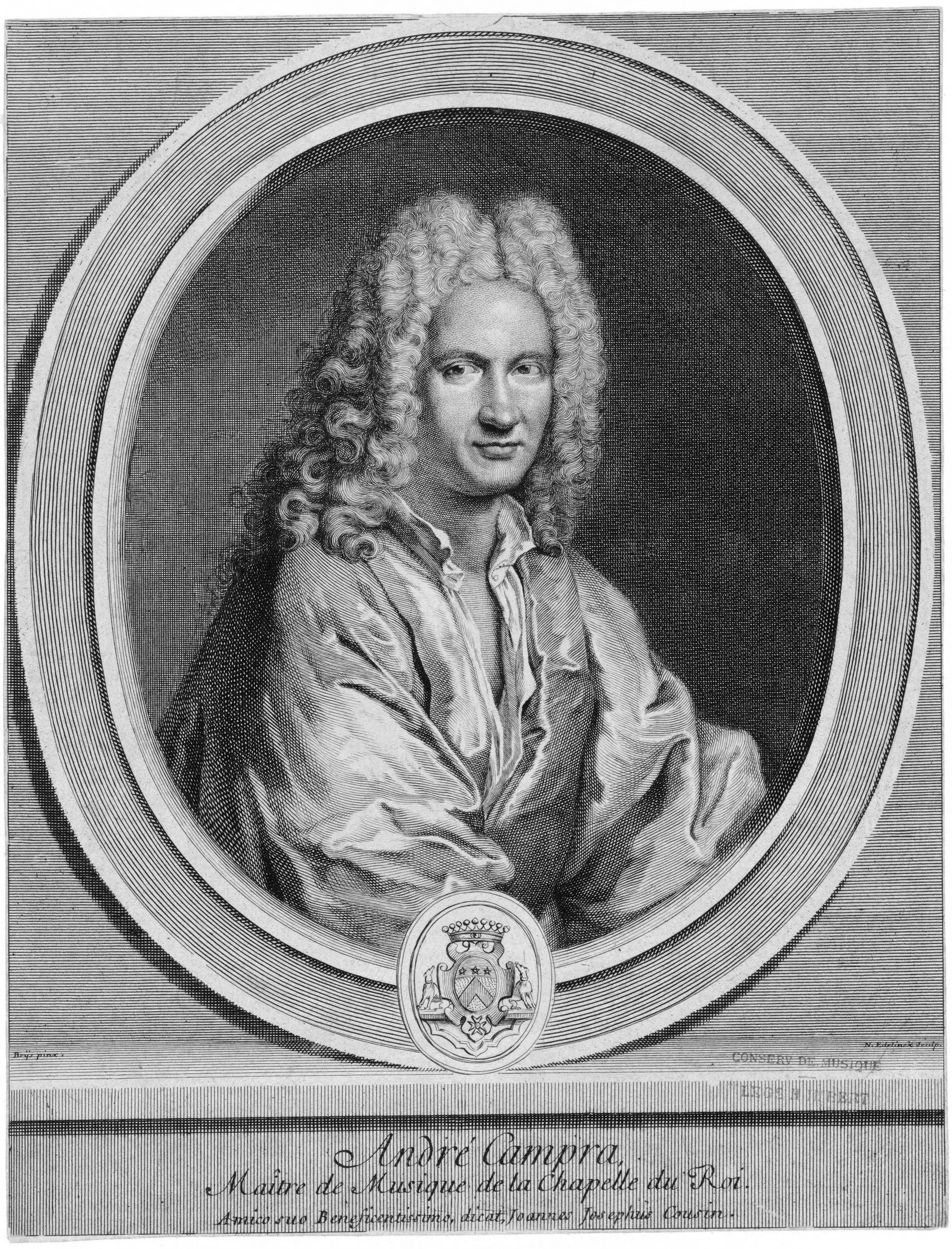
André Campra, musicista